# Mria, Kiev-Sveatoșîn
Mria (în ucraineană Мрія) este un sat în comuna Șpîtkî din raionul Kiev-Sveatoșîn, regiunea Kiev, Ucraina.

## Demografie
Componența lingvistică a localității Mria
     Ucraineană (97,04%)
     Rusă (2,96%)
Conform recensământului din 2001, majoritatea populației localității Mria era vorbitoare de ucraineană (97,04%), existând în minoritate și vorbitori de rusă (2,96%).